# Mark Bailey
Mark Bailey (født 14. april 1976) er en dansk tidligere fodboldspiller.
Han har tidligere spillet i Esbjerg fB, hvor han blev valgt som årets spiller i sæsonen 1995/1996, og i Varde IF.